# Corrha difficilis
Corrha difficilis är en fjärilsart som beskrevs av Walker 1857. Corrha difficilis ingår i släktet Corrha och familjen nattflyn. Inga underarter finns listade i Catalogue of Life.